# Wuxia xiaoshuo
Wuxia xiaoshuo (chiń. upr. 武侠小说; chiń. trad. 武俠小說; pinyin wǔxiá xiǎoshuō; dosł. „powieści o wuxia”) – popularny nurt literatury chińskiej, opowiadający o przygodach wuxia, walczących bohaterów. Za najstarsze dzieło tego gatunku uważa się napisane w XIV wieku „Opowieści znad brzegów rzek” (chiń. Shuihu Zhuan) Shi Nai’ana, poszerzone wiek później przez Luo Guanzhonga. Powieść opowiada o 108 banitach, którzy walcząc ze skorumpowaną administracją cesarską zabierają bogatym, a oddają biednym.
Prawdziwy rozkwit literatury wuxia nastąpił w XX wieku, kiedy powieści tego typu zaczęto drukować w odcinkach w chińskiej prasie. Przyczynił się do tego upadek cesarstwa w 1911 roku, którego administracja cenzurowała literaturę wuxia jako wywrotową. W latach 30. jednym z popularniejszych autorów był Wang Dulu, którego powieść, stała się podstawą scenariusza słynnego filmu Anga Lee „Przyczajony tygrys, ukryty smok”.
Po powstaniu Chińskiej Republiki Ludowej w 1949 roku literatura wuxia rozwijała się nadal, podobnie jak tradycyjna opera, które zaczerpnęła z niej wiele pomysłów na scenariusze. W okresie rewolucji kulturalnej 1966-76 literatura wuxia znalazła się w ChRL na liście podejrzanych przeżytków feudalizmu i była tępiona. W tym czasie rozwijała się za to na Tajwanie i w Hongkongu, gdzie powstało wuxia pian – kino kung-fu. 
Dziś za najpopularniejszego autora wuxia xiaoshuo uważany jest Louis Cha (chiń. Jin Yong, 金庸), który pisał powieści w odcinkach dla hongkońskich gazet. Cha jest niezwykle popularny także w USA, Kanadzie itd. – wszędzie, gdzie są Chińczycy.
Od zapoczątkowania reform rynkowych w 1978 roku Chiny Ludowe przeżywają renesans zainteresowania literaturą wuxia, czego zwieńczeniem stały się ostatnio filmowe superprodukcje Zhanga Yimou – „Hero” (chiń. Yingxiong) oraz „Dom latających sztyletów” (Shi Mian Maifu).